# Вирус (филм из 1999)
Вирус (енгл. Virus) је амерички научнофантастични хорор филм из 1999. године, редитеља Џона Бруна, са Џејми Ли Кертис, Доналдом Садерландом, Вилијамом Болдвином, Џоаном Пакулом, Маршалом Белом и Клифом Кертисом у главним улогама. Рађен је по истоименом стрипу Чака Фарера.
Филм је сниман у Вирџинији, а премијерно је приказан 15. јануара 1999. у дистрибуцији продукцијске куће Јуниверсал пикчерс. Добио је веома негативне оцене критичара и на сајту Ротен томејтоуз оцењен је са 12%. Осим тога, Вирус је био велики комерцијални неуспех, зарадивши чак 45 милиона долара мање од буџета с којим је направљен. У циљу промоције филма, исте године је издата колекција акционих фигура, као и видео игрица Вирус: Свесно је, међутим то није било довољно да се избегне дебакл на биоскопским благајнама. Главна глумица, Џејми Ли Кертис, је такође била веома разочарана филмом.

## Радња
Након проласка кроз тајфун, одлучна навигаторка реморкера, Кели Фостер, открива са својом посадом високотехнолошки облик ванземаљског живота, који је преузео контролу над руским истраживачким пловилом, с намером да изазове уништење великих размера.

## Улоге
| Глумац             | Улога                  |
| ------------------ | ---------------------- |
| Џејми Ли Кертис    | Кели Фостер            |
| Вилијам Болдвин    | Стив Бејкер            |
| Доналд Садерланд   | капетан Роберт Евертон |
| Џоана Пакула       | Нађа Виноградова       |
| Маршал Бел         | Џ. В. Вудс млађи       |
| Шерман Огастас     | Ричи Мејсон            |
| Клиф Кертис        | Хико                   |
| Хулио Оскар Мечосо | „Сквики”               |
| Јуриј Червотин     | пуковник Комински      |
| Кит Флипен         | капетан Љоња Ростов    |
| Олга Ржепецкаја    | Руска Космонауткиња    |
| Леван Учанеишвили  | Алексеј Виноградов     |
| Дејвид Егби        | Капетан брода Норфолк  |